# کراکت (تگزاس)
کراکت، تگزاس(به انگلیسی: Crockett, Texas) شهری در ایالت تگزاس از ایالات جنوبی ایالات متحده آمریکا است. در سرشماری سال ۲۰۰۰، جمعیت این شهر ۷۱۴۱ نفر اعلام شد.